# Дуе Мори (Виченца)
Дуе Мори је насеље у Италији у округу Виченца, региону Венето.
Према процени из 2011. у насељу је живело 93 становника. Насеље се налази на надморској висини од 150 м.